# كارل فون أوسيتزكي

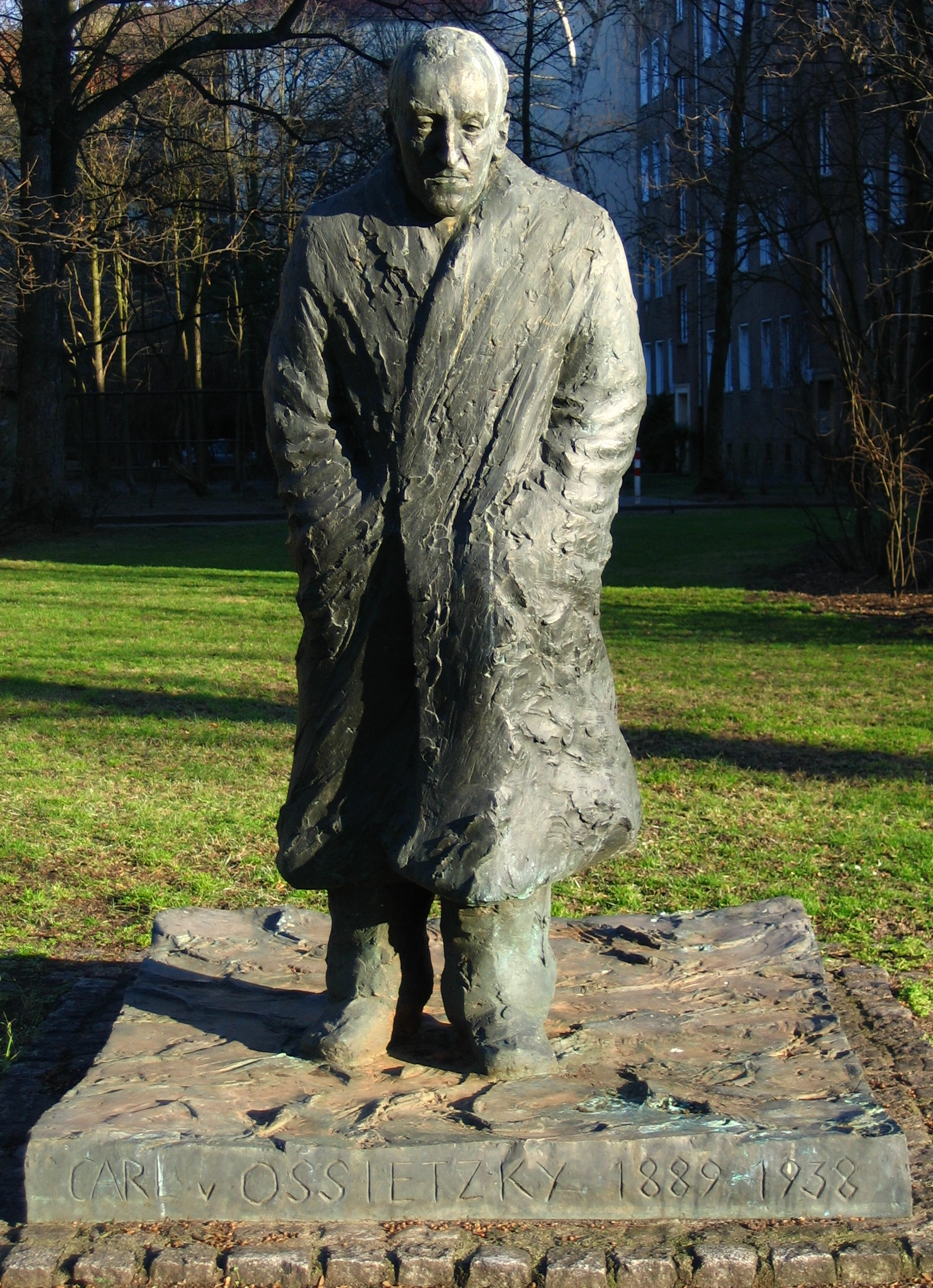
نصب تذكاري لكارل فون أوسيتزكى

كارل فون أوسيتزكي (بالألمانية: Carl von Ossietzky)؛ صحفي وناشط سلام ألماني ولد في 3 أكتوبر 1889م في هامبورغ وتوفى في 4 مايو 1938م في برلين.
رغم فشل كارل في إكمال دراسته الثانوية إلا أنه استطاع أن يكون صحفيا وكانت المواضيع التي يكتبها تتعلق بالنقد المسرحي والأنثوية. عارض تسلح ألمانيا خلال السنوات الأخيرة من حكم فيلهلم الثاني. في سنة 1913 تزوج من امرأة بريطانية تدعى مود وود (بالإنجليزية: Maud Lichfield-Wood)‏ وأنجبا طفلة واحدة. خلال جمهورية فايمار أصبح من مساندين الديموقراطية والتعددية الحزبية وأصبح أمين عام مجتمع السلام الألماني. في سنة 1931 حكم عليه بالسجن لمدة سنة بتهمة الخيانة العظمى بسبب نشره لمعلومات تتعلق بإعادة التسلح العسكري السري لألمانيا. نقله هتلر إلى معسكر اعتقال.
حصل سنة 1935 على جائزة نوبل للسلام ولكن الحكومة الألمانية منعته من السفر إلى النرويج لتسلم جائزته. توفي سنة 1938 بمرض السل.

## النشأة
وُلد أوسيتزكي في هامبورغ، وهو ابن كارل إغناطيوس فون أوسيتزكي (1848-1891 م)، الذي كان بروتستانتيًا من سيليزيا العليا، وأمه روزالي (براتزكا قبل الزواج)، وهي كاثوليكية متدينة أرادت ابنها أن يدخل الرتب الكهنوتية، ويصبح كاهنًا أو راهبًا. عمل والده ككاتب اختزال في مكتب المحامي والسناتور ماكس بريدول، لكنه توفي عندما كان عمره عامين. عُمّد أوسيتزكي في كنيسة للروم الكاثوليك في هامبورغ في 10 نوفمبر عام 1889م، وقُبل في كنيسة القديس ميخائيل اللوثرية، في 23 مارس عام 1904م.
إن الجزء فون من اسم أوسيتزكي، والذي يشير عموما إلى سلالة نبيلة، غير معروف الأصل. وضح أوسيتزكي نفسه، وربما في شيء من الدعابة، أنه مشتق من خدمة جد له في الرمّاحين البولنديين في فوج سلاح الفرسان كناخب براندنبورغ، ولم يكن قادرًا على دفع نفقات فوجيه من الرماحين بنفس الوقت، بسبب خواء صندوق الحرب، لذلك مُنح النبالة على مجمل الفوجين.
نجح أوسيتزكي في الشروع في مساره المهني في مجال الصحافة، على الرغم من فشله في إنهاء الريالشولة (شكل من أشكال المدرسة الثانوية الألمانية)، وتنوعت مواضيع مقالاته بين النقد المسرحي، والنسوية، والمشاكل المبكرة لاستخدام المركبات. قال لاحقًا إن معارضته للسياسة العسكرية الألمانية خلال السنوات الأخيرة من الإمبراطورية الألمانية أثناء حكم فيلهلم الثاني، دفعته إلى أن يصبح سلاميًا، في أوائل عام 1913.[بحاجة لمصدر]
تزوج في تلك السنة من مود ليتشفيلد وودز، وهي ناشطة في حق المرأة في الاقتراع من مانشستر، والدها ضابط في الاستعمار البريطاني، ووالدتها الحفيدة الكبيرة لأميرة هندية في حيدر أباد. أنجبا طفلة واحدة هي روزاليند. جُنّد أوسيتزكي في الجيش رغما عنه خلال الحرب العالمية الأولى، وتأكد من اعتناقه للمسالمة بعد تجاربه خلال الحرب، بعدما أصابته مجازر الحرب بالجزع. أكسبته تعليقاته السياسية سمعة خلال فترة جمهورية فايمار (1919-1933)، باعتباره مؤيدًا قويًا للديمقراطية والمجتمع التعددي.

## اعتقاله من قبل النازيين

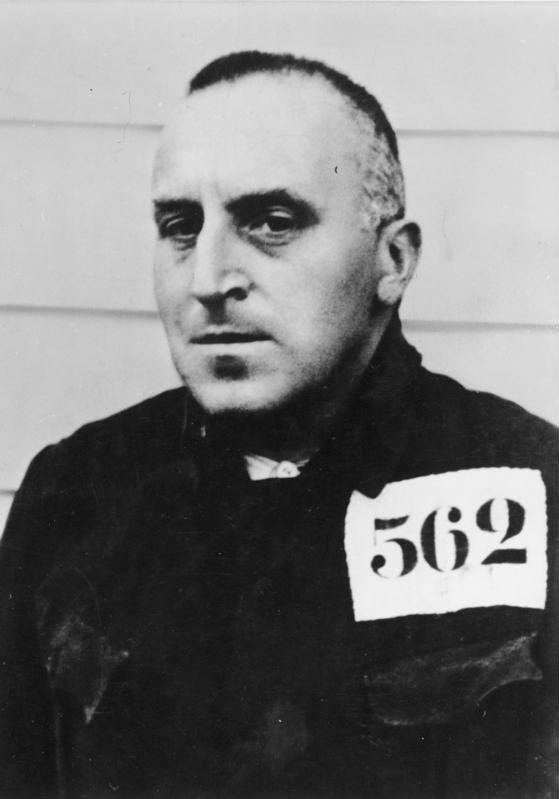
أوسيتزكي في معسكر اعتقال Esterwegen، 1934

ظل أوسيتزكي صوت تحذير دائم ضد النزعة العسكرية والنازية. نشر مقالة في عام 1932، ذكر فيها:
«إن معاداة السامية مشابهة للقومية وهي حليفها الأفضل. إنهم من نفس النوع، لأن الأمة التي تجولت خلال ألفي سنة من تاريخ العالم، بدون أراض أو سلطة دولة، هي دحض حي للإيديولوجية القومية كلها، التي تستمد مفهوم الأمة على وجه الحصر من عوامل سياسة القوة. لم يكن لمعاداة السامية جذور بين العمال. كانت دوما من شأن الطبقة الوسطى، وصغار الفلاحين، وأصبحت اليوم بالنسبة لهم أشبه بدين أو على الأقل بديلا عنه، عندما واجهت هذه الطبقات أعظم أزماتها. تهيمن القومية ومعاداة السامية على الصورة السياسية المحلية الألمانية. يُعتبرون الأجهزة المحظورة للفاشية، التي طغت صيحاتها الثورية الزائفة على الاهتزاز الهادئ لرد الفعل الاجتماعي».
كتب أوسيتزكي في نفس المقالة:
«اقتصرت معاداة السامية الفكرية بشكل خاص على هيوستن ستيوارت تشامبرلين، الذي جسّد في كتابه: أسس القرن التاسع عشر، تخيلات الكونت آرثر دو غوبينو، والتي انتشرت في بايرويت. ترجمهم من لغة الغطرسة المسالمة إلى لغة أدبية معادية للسامية معاصرة، وذات طابع روحانيّ مقنع وحديث، باعتبارها تخيلات غير بسيطة، ومعادية للسامية بشكل بدائي، والتي ادّعت حتى ذلك الوقت اعتبارًا فكريًا، تعرب عن ارتياحها باشتراط التيتونية المفروضة التي اختبرت تحللات نقدية في الفراغ مثل إله أبيقوري جميل. تلعب كلمة الدم دورا كبيرا في الصياغة الخاصة بها. يحدد الدم، المادة الثابتة، مصير الشعوب والرجال. لن يتمكن الألمان واليهود من الاختلاط أبدا، بسب قوانين الدم السرية، بل عليهم أن يكونوا عدائيين بصورة متبادلة حتى يوم الحساب. هذا رومنسي، لكنه بالكاد عميق. لا يمكن أن يستند أي علم حقيقي للجنسيات، إلى مثل هذه المباني الهشة. بالنسبة للألمانية واليهودية، فهي ليست فئات ثابتة، أُنشئت مرة واحدة وبالنسبة للجميع، في بعض عصور ما قبل التاريخ الباطنية، بل هي مفاهيم مرنة، تغير محتواها بالتغيرات الروحية والاقتصادية، التي تعتمد على الديناميات العامة للتاريخ».
حذر أوسيتزكي أخيرًا: «هناك اليوم رائحة دم قوية في الهواء. معاداة السامية الأدبية تخلق السلاح الأخلاقي للقتل، وسيهتم الفتيان الأقوياء والصادقون بالباقي».
عندما عُيّن أدولف هتلر مستشارًا في يناير عام 1933، بدأت الديكتاتورية النازية، ولكن كان أوسيتزكي حتى ذلك الحين واحدًا من مجموعة صغيرة جدًا من الشخصيات العامة، التي استمرت في التحدث علنا ضد الحزب النازي. أُلقي القبض عليه في 28 فبراير عام 1933، بعد حريق الرايخستاج، واحتُجز بما يدعى بالحبس الوقائي في سجن سبانداو.
يعتقد فيلهلم فون ستيرنبرغ، أحد كتّاب السير الذاتية لأوسيتزكي، أنه لو امتلك أوسيتزكي بضعة أيام أخرى، لكان قد انضم بالتأكيد إلى الغالبية العظمى من الكتاب الذين فروا من البلاد. استهان أوسيتزكي بالسرعة التي عمل بها النازيون على تخليص البلاد من المعارضين السياسيين غير المرغوب فيهم. اعتُقل بعد ذلك في معكسر اعتقال إيسترفيغن بالقرب من أولدنبورغ. أُسيئت معاملة أوسيتزكي بلا هوادة من قبل الحراس بحرمانه من الطعام، طوال فترة وجوده في معسكرات الاعتقال. قال ممثل للصليب الأحمر الدولي عندما زار أوسيتزكي في نوفمبر عام 1935، إنه رأى «شيئًا مرتجفًا شاحبًا مميتًا، مخلوق يبدو أنه لا يشعر، بعين متورمة، وأسنان مخلوعة، يجر ساقا مكسورة بالكاد متعافية ... إنسان وصل إلى أقصى حدود ما يمكن أن يتحمله».

## وصلات خارجية
- كارل فون أوسيتزكي على موقع IMDb (الإنجليزية)
- كارل فون أوسيتزكي على موقع الموسوعة البريطانية (الإنجليزية)
- كارل فون أوسيتزكي على موقع مونزينجر (الألمانية)
- كارل فون أوسيتزكي على موقع إن إن دي بي (الإنجليزية)
- كارل فون أوسيتزكي على موقع ديسكوغز (الإنجليزية)
- كارل فون أوسيتزكي على موقع قاعدة بيانات الفيلم (الإنجليزية)